# Confessions Remixed
Confessions Remixed е промоционален ремикс албум на американската певица Мадона. Излиза на 11 април 2006 и е издаден от Warner Bros. Records. Тази компилация е с изключително ограничен тираж от едва 3000 копия, които са издадени под формата на комплект от 3 отделни винила. „Confessions Remixed“ е издаден като част от кампанията за промоцирането на студийния ѝ албум от 2005 „Confessions on a Dance Floor“.
Това лимитирано издание на Мадона е компилирано изцяло от Стюарт Прайс. Всяка една от песните е ремиксирана под някой от различните му сценични псевдоними: Paper Face, SDP, Man with Guitar, Jacques Lu Cont и Thin White Duke.
Paper Face ремиксът на „Let It Will Be“ е версията на оригиналната песен, която Мадона представя на промо турнето си в подкрепа на „Confessions on a Dance Floor“, както и вече като част от последвалото Confessions Tour. Всички ремикси са продуцирани от Стюарт Прайс и са включени в различни сингли от съпътстващия ги студиен албум.

## Списък с песните
1. Hung Up (SDP's Extended Vocal) – 7:57
2. Hung Up (SDP's Extended Dub) – 7:57
3. Sorry (Man With Guitar Mix) – 7:23
4. Get Together (Jacques Lu Cont Mix) – 6:17
5. I Love New York (Thin White Duke Mix) – 7:42
6. Let It Will Be (Paper Faces Mix) – 7:28